# Swifter
De swifter is een Nederlands schapenras dat in de jaren 1970 is ontstaan in Swifterbant, waar het naar vernoemd is.
Het ras is een kruising tussen de texelaar, het Vlaams schaap en het Belgisch melkschaap.
Swifters zijn door de Universiteit Wageningen ontwikkeld om de productiviteit van de Nederlandse rassen te verbeteren, zowel voor vlees en melk als voor wol. Swifters worden gebruikt als vleeslammoederdier. De swifter-ooi werd met een vleeslamvaderdier van de rassen charollais, suffolk of texelaar gekruist om een uitstekend, snelgroeiend vleesras te creëren. Het zijn echte productieschapen die ook een hoge vruchtbaarheid en een lange bronst hebben. Er worden vaak zonder problemen drielingen geboren.
Swifters zijn rustige, vriendelijke dieren en makkelijk in de omgang.